# Jasmine Guy
Jasmine Guy (Boston, 10 marzo 1962) è un'attrice, cantante, regista e ballerina statunitense.

## Biografia
Nata a Boston con origini africane e portoghesi, all’età di 17 anni Jasmine Guy si è trasferita a New York per studiare danza. Ha iniziato la sua carriera come attrice televisiva partecipando alla serie Saranno famosi come ballerina di supporto, sotto la guida della coreografa Debbie Allen. Ha raggiunto successo grazie al personaggio di Whitney Gilbert in Tutti al college, ruolo che ha ricoperto dal 1987 al 1993 e grazie al quale ha vinto sei premi consecutivi ai NAACP Image Awards nella categoria dedicata alle attrici protagoniste in una serie comica. Negli anni '90 Guy ha continuato a recitare in serie come Willy, il principe di Bel-Air, Alex Haley's Queen, Living Single e Il tocco di un angelo. Nei decenni successivi i ruoli più rilevanti dell'attrice sono stati in Dead Like Me e The Vampire Diaries, nel quale ha interpretato la nonna di Bonnie Bennett.
A inizio anni 90 ha inoltre avviato una carriera musicale: il suo primo e unico album eponimo è stato pubblicato ed ha raggiunto la 143ª posizione della Billboard 200. È stato promosso dai singoli Another Like My Lover e Just Want to Hold You, che si sono piazzati rispettivamente alla numero 66 e 34 nella Billboard Hot 100.

## Discografia

### Album in studio
- 1990 – Jasmine Guy

### Singoli
- 1990 – Try Me
- 1991 – Another Like My Lover
- 1991 – Just Want to Hold You
- 1991 – Don't Want Money

## Filmografia

### Cinema
- Aule turbolenti (School Daze), regia di Spike Lee (1988)
- Harlem Nights, regia di Eddie Murphy (1989)
- Klash, regia di Bill Parker (1995)
- Madeline - Il diavoletto della scuola (Madeline), regia di Daisy von Scherler Mayer (1998)
- Guinevre, regia di Audrey Wells (1999)
- Lillie, regia di Mario Avila (1999)
- The Law of Enclosures, regia di John Greyson (2000)
- Diamond Men, regia di Dan Cohen (2000)
- Dying on the Edge, regia di William R. Greenblatt (2001)
- The Heart Specialist, regia di Dennis Cooper (2006)
- Dead Like Me - La vita dopo la morte (Dead like Me: Life After Death), regia di Stephen Herek (2009)
- Stepping 2 - La strada del successo (Stomp the Yard: Homecoming), regia di Rob Hardy (2010)
- October Baby, regia di Andrew e Jon Erwin (2011)
- Scary Movie V, regia di Malcolm D. Lee (2013)
- Big Stone Gap, regia di Adriana Trigiani (2014)

### Televisione
- Saranno famosi (Fame) – serie TV (1982)
- Un giustiziere a New York (The Equalizer) – serie TV (1986)
- At Mother's Request – film TV (1987)
- Tutti al college (A Different World) – serie TV (1987-1993)
- Runaway – film TV (1989)
- A Killer Among Us – film TV (1990)
- Willy, il principe di Bel-Air (The Fresh Prince of Bel-Air) – serie TV (1991)
- Stompin' at the Savoy – film TV (1992)
- Boy Meets Girl – film TV (1993)
- Alex Haley's Queen – miniserie TV (1993)
- Melrose Place – serie TV (1995)
- Il tocco di un angelo (Touched by An Angel) – serie TV (1995-1997)
- Living Single – serie TV (1996)
- Oltre i limiti (The Outer Limits) – serie TV (1996)
- Lois & Clark - Le nuove avventure di Superman (Lois & Clark: The New Adventures of Superman) – serie TV (1996)
- America's Dream – film TV (1996)
- Malcolm & Eddie – serie TV (1997)
- Perfect Crime – film TV (1997)
- Da un giorno all'altro (Any Day Now) – serie TV (1999)
- Ladies Man – serie TV (1999)
- Linc's – serie TV (2000)
- Feast of All Saints – film TV (2001)
- Strepitose Parkers (The Parkers) – serie TV (2002)
- Dead Like Me – serie TV (2003-2004)
- Raven (That's So Raven) – serie TV (2006)
- My Parents, My Sisters & Me – serie TV (2009)
- The Vampire Diaries – serie TV, 15 episodi (2009-2014, 2017)
- Drop Dead Diva – serie TV (2010)
- Kasha and the Zulu King – film TV (2012)
- If Loving You Was Wrong – serie TV (2014)
- K.C. Agente Segreto (K.C. Undercover) – serie TV (2016-2017)
- Superstitions – serie TV (2017)
- The Quad – serie TV, 5 episodi (2017)
- Grey's Anatomy – serie TV, 5 episodi (2019)

## Doppiatrici italiane
Nelle versioni in italiano delle opere in cui ha recitato, Jasmine Guy è stata doppiata da:
- Alessandra Korompay in K.C. Agente Segreto
- Isabella Pasanisi in Grey's Anatomy
- Barbara Castracane in The Vampire Diaries